# Maria Laura Simonetto
Marialaura Simonetto (Cittadella, 11 novembre 1987) è un'ex nuotatrice italiana.

## Carriera
Specializzata nello stile libero, è stata allenata da Davide Pontarin. Ha avuto successo soprattutto in staffetta, sia ai campionati italiani che in nazionale, con cui ha esordito agli europei giovanili del 2003. Ha vinto il suo primo titolo italiano ai campionati primaverili del 2005 di Riccione. L'esordio con la nazionale maggiore è avvenuto solo nel 2007 alle universiadi di Bangkok.
Il 2008 è stato il suo anno migliore a livello italiano: ha vinto il suo unico titolo individuale e altri tre in staffetta e si è qualificata per gli europei di Eindhoven di marzo, dove con la staffetta 4×100 m stile libero ha vinto la medaglia d'argento con Erika Ferraioli, Federica Pellegrini e Cristina Chiuso stabilendo il nuovo primato italiano in 3'41"06. In agosto è stata convocata per i Giochi Olimpici di Pechino in cui con la 4×100 m stile ha migliorato il primato italiano non riuscendo però a qualificarsi per la finale.
Nel 2009 ha gareggiato ancora con la nazionale a fine giugno ai Giochi del Mediterraneo di Pescara: ha nuotato in batteria con la 4×100 m stile che ha poi vinto la medaglia d'oro in finale. Pochi giorni dopo ha partecipato alle universiadi di Belgrado arrivando quinta in finale nei 4×100 m stile e aiutando a qualificare la 4×100 m mista che ha poi vinto la medaglia d'argento.

## Palmarès
| Giochi olimpici'           | 50 m st. libero       | 100 m st. libero        | 4×100 m st. libero               | 4×100 m mista             |
| 2008 Pechino Cina          | ---                   | 42ª in batteria 56"72   | 10ª - 3'40"42 frazione: 55"97    | ---                       |
| Campionati europei         | 50 m st. libero       | 100 m st. libero        | 4×100 m st. libero               | 4×100 m mista             |
| 2008 Eindhoven Paesi Bassi | 31ª in batteria 26"44 | 16ª in semifinale 56"73 | Argento: 3'41"06 frazione: 55"54 | ---                       |
| Giochi del Mediterraneo    | 50 m st. libero       | 100 m st. libero        | 4×100 m st. libero               | 4×100 m mista             |
| 2009 Pescara Italia        | ---                   | ---                     | Oro nuota in batteria            | ---                       |
| Universiadi                | 50 m st. libero       | 100 m st. libero        | 4×100 m st. libero               | 4×100 m mista             |
| 2007 Bangkok Thailandia    | 22ª in batteria 26"51 | 9ª 56"42                | 5ª - 3'44"10 frazione: 55"88     | 6ª nuota in batteria      |
| 2009 Belgrado Serbia       | ---                   | 20ª 57"07               | 5ª - 3'44"22 frazione: 56"43     | Argento nuota in batteria |
| Europei giovanili          | 50 m st. libero       | 100 m st. libero        | 4×100 m st. libero               | 4×100 m mista             |
| 2003 Glasgow Scozia        | 22ª in batteria 27"77 | ---                     | 4ª - 3'51"77 frazione: 58"60     | ---                       |

### Campionati italiani
1 titolo individuale e 5 in staffette, così ripartiti:
- 1 nei 100 m stile libero
- 4 nella staffetta 4×100 m stile libero
- 1 nella staffetta 4×200 m stile libero

nd = non disputata
| Anno | Edizione    | st.libero 50 m | st.libero 100 m | st.libero 4×100 m | st.libero 4×200 m |
| ---- | ----------- | -------------- | --------------- | ----------------- | ----------------- |
| 2004 | Primaverili | -              | -               | 3                 | -                 |
| 2004 | Estivi      | -              | -               | 3                 | -                 |
| 2005 | Primaverili | -              | -               | 1                 | 3                 |
| 2005 | Estivi      | -              | -               | 3                 | -                 |
| 2006 | Estivi      | 2              | -               | -                 | 2                 |
| 2006 | Invernali   | 3              | 2               | nd                | nd                |
| 2007 | Primaverili | 3              | 2               | 1                 | 2                 |
| 2007 | Estivi      | 3              | 2               | 2                 | -                 |
| 2007 | Invernali   | -              | 2               | nd                | nd                |
| 2008 | Primaverili | -              | 1               | 1                 | 2                 |
| 2008 | Estivi      | -              | -               | 1                 | 1                 |